# Jacoby Jones
Pour les articles homonymes, voir Jones.
(en) Statistiques sur pro-football-reference
Jacoby Rashi'd Jones, né le 11 juillet 1984 à La Nouvelle-Orléans en Louisiane et mort le 14 juillet 2024, est un joueur américain de football américain qui a évolué au poste de wide receiver.

## Biographie

### Avec les Texans de Houston
Il est sélectionné à la 73e place (troisième tour) de la Draft 2007 par les Texans de Houston, avant d'être libéré en mai 2012. Il rejoint alors les Ravens de Baltimore pour un contrat de deux ans et 7 millions de dollars.

### Avec les Ravens de Baltimore
Pour sa première saison à Baltimore, en 2012, il devient spécialiste des retours de punts et de kickoffs. Le 14 octobre 2012, il égale le plus long retour de kickoff en retournant pour 108 yards et le touchdown lors d'une rencontre contre les Cowboys de Dallas. Le 11 novembre, il retourne un kickoff de 105 yards contre les Raiders d'Oakland, et devient le premier joueur à retourner deux kickoffs pour plus de 105 yards en une seule saison. Il est logiquement nommé pour son premier Pro Bowl et All Pro au poste de spécialiste du retour de kickoff. Ses bonnes performances continuent en play-offs, et pas seulement dans les équipes spéciales puisqu'il capte un touchdown à 31 secondes de la fin du match de Division contre les Broncos de Denver, permettant à son équipe d'arracher la prolongation, puis la victoire. Au Super Bowl XLVII contre les 49ers de San Francisco, il inscrit un touchdown de 56 yards sur réception, et un deuxième sur retour du kickoff de la deuxième mi-temps, devenant le premier joueur à inscrire un touchdown sur réception et un autre sur retour de kickoff lors du Super Bowl. Son retour de kickoff, de 108 yards, est également le jeu le plus long de l'histoire de cette finale.
Le 12 mars 2014, il signe un nouveau contrat de 4 ans avec les Ravens, pour 12 millions de dollars.
Le 25 février 2015, il est libéré par les Ravens.

### Avec les Chargers de San Diego
Le 6 mars 2015, Jones signe un contrat de deux ans avec les Chargers de San Diego, pour 5,5 millions de dollars. Il est libéré le 3 novembre 2015.

### Avec les Steelers de Pittsburgh
Il est réclamé au ballottage le 5 novembre 2015 par les Steelers de Pittsburgh.

### Avec le Monterrey Steel
Le 13 mars 2017, Jones s'engage avec le Monterrey Steel de la National Arena League.

### Retraite
Le 29 septembre 2017, Jones signe un contrat d'un jour avec les Ravens afin qu'il puisse prendre sa retraite comme membre de l'équipe.

### Carrière d'entraîneur
Le 17 janvier 2018, Jones est engagé comme entraîneur adjoint et entraîneur des wide receivers de son ancienne équipe universitaire, les Dragons de Lane. Le 7 octobre 2020, il est engagé comme entraîneur des wide receivers à Calvert Hall College, un lycée catholique à Towson, près de Baltimore. Le 21 mai 2021, il est engagé comme entraîneur des tight ends à l'université d'État Morgan.

## Records NFL

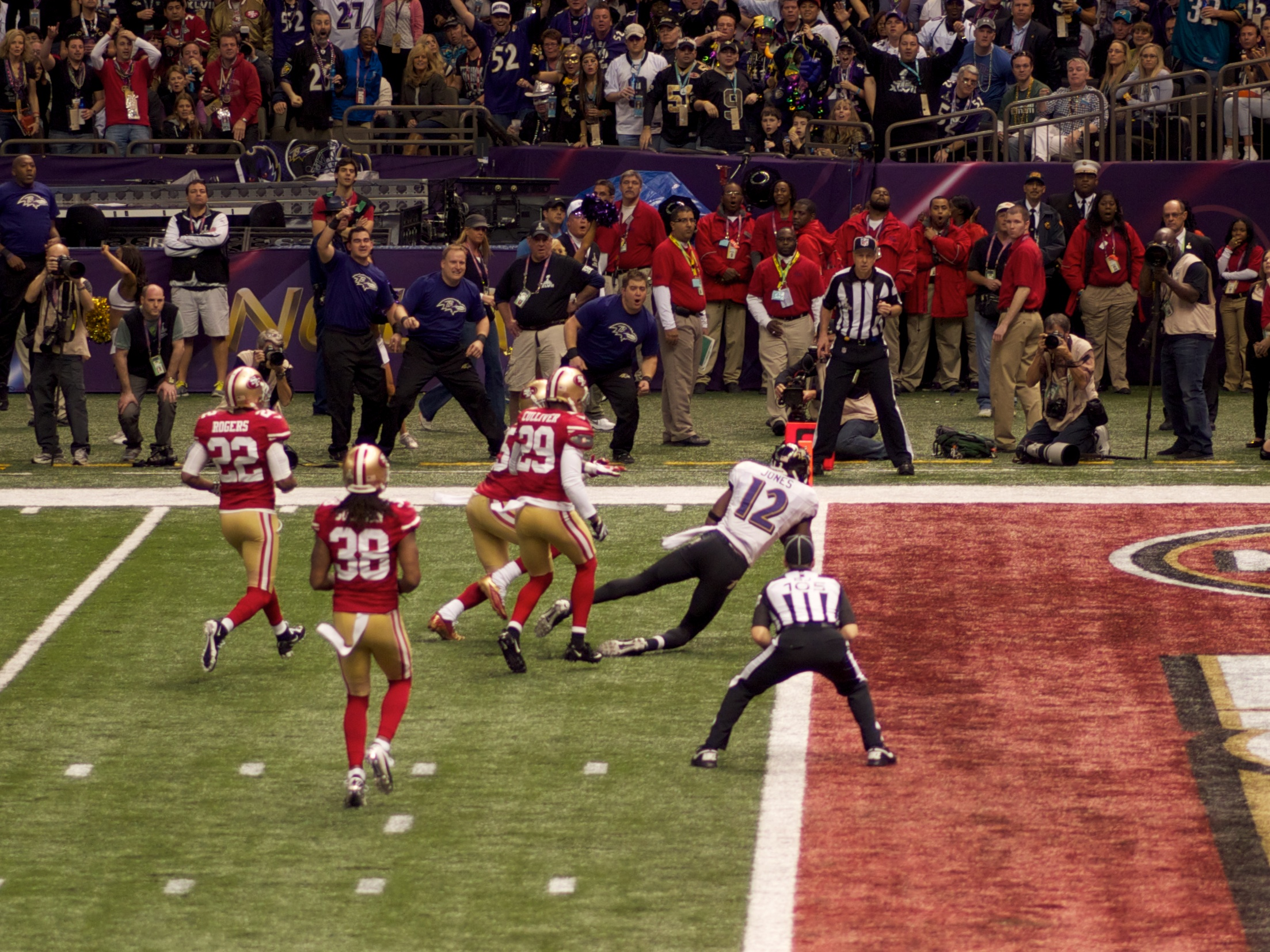
Touchdown sur réception de Jacoby Jones au Super Bowl XLVII

- Premier joueur à retourner deux kickoff de plus de 105 yards en une saison : saison 2012
- Plus long retour de kickoff au Super Bowl : 108 yards
- Plus long jeu du Super Bowl : 108 yard
- Premier joueur à inscrire un touchdown sur réception et un sur retour de kickoff au Super Bowl : XLVII

## Statistiques
| Année  | Équipe   | MJ     |     | Passes réceptionnées | Passes réceptionnées | Passes réceptionnées | Passes réceptionnées |       | Courses | Courses | Courses | Courses |
| Année  | Équipe   | MJ     | Nb. | Yards                | Moy.                 | TD                   | Nb.                  | Yards | Moy.    | TD      |         |         |
| 2007   | 14       | Texans | 15  | 149                  | 9,9                  | 0                    | 3                    | -1    | -0,3    | 0       |         |         |
| 2008   | Texans   | 16     | 3   | 81                   | 27,0                 | 0                    | 1                    | -5    | -5      | 0       |         |         |
| 2009   | Texans   | 14     | 27  | 437                  | 16,2                 | 6                    | 3                    | 22    | 7,3     | 0       |         |         |
| 2010   | Texans   | 15     | 51  | 562                  | 11,0                 | 3                    | 2                    | 7     | 3,5     | 0       |         |         |
| 2011   | Texans   | 16     | 31  | 512                  | 16,5                 | 2                    | 4                    | 17    | 4,3     | 0       |         |         |
| 2012   | Ravens   | 16     | 30  | 406                  | 13,5                 | 1                    | 1                    | 6     | 6,0     | 0       |         |         |
| 2013   | Ravens   | 12     | 37  | 455                  | 12,3                 | 2                    | 2                    | 0     | 0,0     | 0       |         |         |
| 2014   | Ravens   | 16     | 9   | 131                  | 14,6                 | 0                    | 3                    | 16    | 5,3     | 0       |         |         |
| 2015   | Chargers | 4      | 0   | 0                    | -                    | 0                    | 0                    | 0     | -       | 0       |         |         |
| 2015   | Steelers | 5      | 0   | 0                    | -                    | 0                    | 0                    | 0     | -       | 0       |         |         |
| Totaux | Totaux   | Totaux | 203 | 2 733                | 13,5                 | 14                   | 19                   | 62    | 3,3     | 0       |         |         |

## Dancing with the Stars
En 2013, Jones participe au 16e saison de la série de télé-réalité Dancing with the Stars avec sa partenaire Karina Smirnoff. Ils atteignent la finale mais terminent à la troisième place.